# Afroestricus hamulus
Afroestricus hamulus là một loài ruồi trong họ Asilidae. Afroestricus hamulus được Scarbrough miêu tả năm 2005. Loài này phân bố ở vùng nhiệt đới châu Phi.